# Madison megye (Texas)
Madison megye az Amerikai Egyesült Államokban, azon belül Texas államban található. Megyeszékhelye Madisonville, legnagyobb városa Madisonville. Lakosainak száma 13 455 fő (2020. április 1.). Madison megye Leon, Houston, Walker, Grimes, Brazos és Robertson megyékkel határos.

## Népesség
A megye népességének változása:
| Lakosok száma | 13 738 | 13 726 | 13 717 | 13 781 | 14 065 | 13 455 |
|               | 2010   | 2011   | 2012   | 2013   | 2015   | 2020   |